# Eumichtis albipunctata
Eumichtis albipunctata là một loài bướm đêm trong họ Noctuidae.